# Anne-Gaëlle Hoarau
Pour les articles homonymes, voir Hoarau.
Anne-Gaëlle Hoarau est une surfeuse française née le 20 octobre 1969 à La Réunion. Elle est surtout connue pour avoir remporté à domicile en 1992 le Vania Trophée Féminin, ce qui en fait la première personnalité française à s'imposer sur une épreuve de l'ASP World Tour, le principal championnat organisé par l'Association des surfeurs professionnels.

## Palmarès
- Gagnante du Vania Trophée Féminin, à Saint-Leu, en France, en 1992.